# Zborivski sporazum
Zborivski sporazum (ukrajinsko Зборівський договір, Zborivskij dogovir, poljsko Ugoda zborowska) je bil mirovni sporazum, podpisan 18. avgusta 1649 po bitki pri Zborivu, ko se je kronska vojska s približno 35.000 možmi pod vodstvom poljskega kralja Ivana II. Kazimirja spopadla z združeno vojsko kozakov in krimskih Tatarov pod vodstvom hetmana Bogdana Hmelnickega in krimskega kana Islama III. Geraja, ki je štela približno 50.000 mož. 
Zborivski sporazum je vseboval dva ločena sporazuma: med Ukrajino in Republiko obeh narodov ter med Krimskim kanatom in Republiko obeh narodov.
Sporazum ima pomembno vlogo v zgodovini Ukrajine, saj je nekdanje upornike proti Poljski in Litvi spremenil v državljane nove politične skupnosti.

## Podpisniki
- Predstavniki Ukrajine: Bogdan Hmelnicki, Ivan Vihovski
- Predstavniki Poljske in Litve: Adam Kysil, Jerzy Ossoliński, Janusz Radziwiłł, Władysław Dominik Zasławski

## Določbe
Pogodbeni strani sta se dogovorili:
- Vse svoboščine zaporoških kozakov se bodo ohranile.
- Število registriranih kozakov bo 40.000. Za pripravo registra je odgovoren hetman zaporoških kozakov.
- Kozake bodo v register lahko sprejela naslednja mesta: v Desnobrežni Ukrajini Korostišiva, Pavoloča, Pohrebišča, Prilukov, Vinice, Braclava in Jampilja, v Levobrežni Ukrajini Oster in Černigov  in do meje z Rusijo tudi povsod med Dneprom in Dnestrom.
- Vsak, ki želi biti kozak, se lahko tako odloči sam  in obdrži vse svoje premoženje.
- Register mora biti izpolnjen najkasneje na dan Priprošnje Bogorodici.
- Glavno mesto kozakov bo za vedno Čigirin in bo zdaj predan Bogdanu Hmelnickemu.
- Karkoli se je že zgodilo med dosedanjo zmedo, naj bo z Božjim dovoljenjem  pozabljeno. Nobena stran se za pretekle dogodke ne sme maščevati.
- Vsem plemičem, tako pravoslavnim kot katoliškim, ki so se pridružili kozakom, bo odpuščeno. Vse osramotitve bodo preklicane.
- V kozaških mestih ne smejo biti nameščene sile poljske krone.
- Judje ne smejo biti državljani kozaških mest.
- V Kijevskem, Braclavskem in Černigovskem vojvodstvu lahko vse funkcije zasedajo samo pravoslavci.
- V mestu Kijevu, ker so tam privilegirane rusinske šole, jezuiti ne smejo ustanavljati svojih ustanov. Jezuiti se morajo izseliti tudi iz vseh drugih ukrajinskih mest. Vse druge šole, ki so bile tam že v starih časih, je treba ohraniti.

Če povzamemo, so bili poljski vojski, unijatom in Judom prepovedani vstop na ozemlje Kijevskega, Braclavskega in Černigovskega vojvodstva. Vladne položaje v kozaškem hetmanatu je lahko zasedalo le pravoslavno plemstvo, pravoslavna cerkev kot taka pa je dobila privilegije. Krimskemu kanatu se je moralo plačati veliko vsoto denarja.
Sporazum je ratificiral državni zbor, ki je zasedal med novembrom 1649 in januarjem 1650. Ko  katoliški škofje niso hoteli priznati določb pogodbe - sprejema pravoslavnega kijevskega metropolita Silvestra Kosiva v senat, so se sovražnosti nadaljevale.